# Арно II д’Астарак
Арно II (фр. Arnaud II; ум. 1022/1023) — граф Астарака с не позднее чем 975 года, сын графа Гарсии Арно.

## Биография
После смерти отца (ранее 975 года) Арно II унаследовал графство Астарак — первоначально правил под регентством дяди, графа Арно д’Ор.
В ноябре 1020 года Арно II вместе с графом Фезансака Эмери I и архиепископом Оша Одоном подписал акт о дарении аббатству Пессан. А около 1022 года присутствовал на собрании гасконской знати, подписав акт об основании монастыря Сен-Пе-де-Женере.
Арно II умер около 1022/1023 года. Из его шести сыновей старший, Гильом I, которого Арно привлекал к управлению графством, унаследовал Астарак. Второй, Одон, избрал духовную карьеру, в 1034 году он упоминается как аббат Симорра. Третий, Бернар I Пелагус, получил часть отцовских владений, получившей название графства Пардиак. Ещё один сын, Раймон Арно, возможно был виконтом Пессана.

## Брак и дети
Жена: Аталеза (Таразия). Дети:
- Гильом I (ум. после 1060), граф Астарака с 1022/1023
- Одон (ум. после 1034), аббат Симорра в 1034
- Бернар I Пелагус (ум. после 1034), граф Пардиака с 1022/1023
- Раймон Арно (ум. после 1034), виконт Пессана
- Гарсия (ум. после 1034)
- Жеро (ум. ок. 1025/1034)